# Gordon Jones (cầu thủ bóng đá, sinh năm 1943)
Gordon Jones (sinh ngày 6 tháng 3 năm 1943) là một cựu cầu thủ bóng đá chuyên nghiệp người Anh có 547 lần ra sân ở Football League ở vị trí hậu vệ trái cho Middlesbrough và Darlington. Jones thi đấu nhiều trận hậu chiến tranh cho Middlesbrough nhiều hơn bất cứ cầu thủ nào và chỉ sau Tim Williamson trong lịch sử. Ông chuyển sang huấn luyện tại câu lạc bộ non-league Crook Town.